# Arthur Moreland Scott
Arthur Moreland Scott ( 1888 - 1963 ) fue un botánico, y algólogo estadounidense. Fue especialista de desmidología, estudiando algas unicelulares.

## Algunas publicaciones
- “Notes on Indonesian Freshwater Algae” I–IV. 1956–1960
- “Desmids from the Southeastern United States”. 1957. 62 pp.
- “Sudanese Desmids”. 1958. 82 pp.
- “Indonesian Desmids”. 1961. 132 pp.
- “Desmids from Uganda and Lake Victoria: collected by... Edna M. Lind, by Rolf Grönblad, Arthur M. Scott & Hannah Croasdale”. Volumen 66 de Acta botanica Fennica. 1964. 57 pp.
- “Desmids from Sierra Leone, tropical West Africa”. Volumen 78 de Acta botanica Fennica. 1968. 41 pp.

- La abreviatura «A.M.Scott» se emplea para indicar a Arthur Moreland Scott como autoridad en la descripción y clasificación científica de los vegetales.[1]